# Albertingen (Enchenberg)
Pour les articles homonymes, voir Albertingen.
Albertingen est un village ou un lieu-dit disparu qui se situait sur la commune d'Enchenberg, en Moselle,.

## Localisation
Le village se situait entre Enchenberg et Lambach, dans la vallée de la chapelle Sainte-Vérène.

## Histoire
En 1594, Albertingen n’était plus qu’une ferme. Le village est détruit pendant la Guerre de Trente Ans.